# Sofia di Danimarca (regina di Svezia)
Sofia di Danimarca (in danese Sofie Eriksdatter, in svedese Sofia Eriksdotter; 1241 – 1286) è stata la regina consorte di Svezia dal 1260 al 1278.

## Primi anni
Sofia nacque nel 1241 ed era la figlia maggiore di Eric IV di Danimarca e di sua moglie Jutta di Sassonia. Aveva tre sorelle: Ingeborg, Agnese e Jutta; mentre nel 1250, suo padre fu assassinato e, dal momento che non aveva eredi maschi, gli successe il fratello Abele, zio di Sofia, e successivamente, dopo la sua morte nel 1252, l'altro zio Cristoforo I.

## Il matrimonio
Cristoforo I, al fine di confermare un'alleanza già proposta da Birger Magnusson col vicino Regno di Svezia, concesse la mano della nipote Sofia al re Valdemaro. Al fine di procedere con le pratiche matrimoniali, i due sovrani avevano bisogno di un decreto papale, il quale fu emesso il 1 marzo 1259 da Alessandro IV a patto che gli svedesi e i danesi si fossero alleati per combattere contro le vicine popolazioni pagane. Secondo La cronaca di Erik, quando Sofia fu informata che del matrimonio combinato con Valdemaro, scappò via piangendo e, chiudendosi nella sua stanza, pregò la Vergine Maria, chiedendole: "Ti prego, dammi la felicità con lui e lui con me".

## Regina consorte di Svezia
Sempre secondo La cronaca di Erik, il matrimonio fu celebrato nel 1260 a Ymninge (località che probabilmente corrisponde all'attuale Ödeshög) e, dopo la funzione, si organizzarono tornei, danze e gare di poesia. Sofia ricevette in dote il ricavato delle tasse raccolta dalle città di Malmö e Trelleborg, tuttavia la sua posizione a corte peggiorò drasticamente dopo il matrimonio. Infatti, il suocero Birger Jarl, padre del marito Valdemaro, aveva sposato la vedova dello zio Abele, tale Matilde di Holstein. Lo zio Abele era considerato da molti il mandate dell'assassino di Eric IV e, secondo alcuni, sarebbe stata proprio la moglie ad averlo spinto a sbarazzarsi del fratello. Al contempo, l'anno prima del matrimonio, suo zio Cristoforo I morì, lasciando il regno a Eric V. Quest'ultimo, tuttavia, aveva soltanto dieci anni e dunque fu nominata reggente la madre Margherita Sambiria, la quale decise di non riconoscere la parte di eredità che spettava a Sofia.
Durante quegli anni, Sofia aveva vent'anni e in diverse cronache dell'epoca viene descritta come una ragazza dalla rara bellezza e con una grande passione per gli scacchi e la politica.
Nel 1266, dopo la morte del padre Birger Jarl, suo marito prese le redini del Regno di Svezia, mentre Matilde di Holstein fu finalmente esiliata. Tuttavia, i fratelli di Valdemaro, Magnus ed Eric, si opposero fermamente alla sua ascesa. La regina consorte Sofia prese le parti del marito e, secondo alcune fonti dell'epoca, durante un litigio, insultò i cognati, soprannominando Magnus "ket-laböther" (cioè lo "stagnaio") ed Eric "alls intet" (cioè il "nullafacente").
Ad ogni modo, mentre Sofia e sua sorella Ingeborg erano sposate con dei re, Agnese e Jutta erano state costrette a diventare suore e non avevano potuto ereditare nulla dalla fortuna del defunto padre. Per tale ragione, nel 1271, Agnese e Jutta fuggirono dal convento di Roskilde e si rifugiarono dalla sorella Sofia presso la corte svedese. Sofia le offrì inizialmente la propria ospitalità, tuttavia l'anno dopo si scoprì che Jutta e Valdemaro avevano una relazione segreta, dalla quale nel 1273 nacque anche un figlio illegittimo. Lo scandalo, che non riguardava soltanto l'adulterio, ma anche l'incesto, in quanto all'epoca la chiesa considerava la cognata come una sorella, costrinse Valdemaro a compiere un pellegrinaggio a Roma per chiedere il perdono dello stesso Pontefice. Gli storici non sono sicuri se Valdemaro abbia effettivamente compiuto questo pellegrinaggio, tuttavia le cronache di quel tempo affermano che Sofia, saputa la notizia del tradimento, urlò: "Non mi riprenderò mai da questo dolore. Maledetto il giorno in cui mia sorella vide il Regno di Svezia!".
Nel frattempo, il rapporto con i fratelli di Valdemaro si era sempre più inasprito e, nel 1274, Magnus ed Eric organizzarono un proprio esercito personale, marciando verso Stoccolma. Dopo la battaglia di Hova del 1275, in cui Valdemaro fu pesantemente sconfitto, Magnus si nominò re di Svezia. Quando la notizia raggiunse Stoccolma, Sofia, la quale, secondo le fonti dell'epoca, era intenta a giocare a scacchi, contattò immediatamente il re di Danimarca e di Norvegia, pregandoli di allearsi con Valdemaro per sconfiggere Magnus. Tuttavia, sia la Danimarca sia la Norvegia rifiutarono la richiesta, costringendo sofia chiedere un'alleanza con Brandeburgo e altri principi tedeschi. Per tale ragione, Sofia costrinse sua figlia Ingeborg a sposare Geraldo II di Holstein e donò il territorio dell'isola di Gotland al Marchesato di Brandeburgo.

## Ultimi anni
Nonostante il supporto tedesco, nel 1278, Valdemaro abdicò in favore del fratello Magnus, prendendo il titolo di quondam rex (cioè "re emerito"). Gli furono inoltre assegnati anche alcuni feudi, situati presso i territori dello Västergötland e dell'Östergötland, tuttavia Valdemaro andò a vivere nel 1280 in Danimarca, mentre Sofia rimase in Svezia. Quella fu l'ultima volta che i due coniugi si videro.
Sofia amministrò il patrimonio del marito fino alla morte, che la colse nel 1286. Secondo un documento di quell'anno, ella fu sepolta nell'Abbazia di Vreta.

## Discendenza
Sofia ebbe sei figli insieme a Valdemaro:
- Erik; morto nel 1261;
- Ingeborg; n.1261/63-1290/92 contessa di Holstein, sposò de Geraldo II di Holstein;
- Erik Valdemarsson; n.1272-m.1330, erede al trono di Svezia;
- Marina; sposò il conte Rodolfo di Diepholtz;
- Rikissa (o Richelda); sposò Przemysł II di Polonia;
- Margherita; monaca nel convento di santa Ingrid a Skänninge.

## Ascendenza
|                               |                                |                                                        | Genitori                                         |  |  | Nonni |  |  | Bisnonni                     |  |  | Trisnonni                        |  |
|                               |                                |                                                        |                                                  |  |  |       |  |  | Valdemaro I, re di Danimarca |  |  | Canuto Lavard, duca di Schleswig |  |
|                               |                                |                                                        |                                                  |  |  |       |  |  | Valdemaro I, re di Danimarca |  |  | Canuto Lavard, duca di Schleswig |  |
|                               |                                | Ingeborg di Kiev                                       |                                                  |  |  |       |  |  | Valdemaro I, re di Danimarca |  |  |                                  |  |
| Valdemaro II, re di Danimarca |                                |                                                        |                                                  |  |  |       |  |  | Valdemaro I, re di Danimarca |  |  |                                  |  |
|                               |                                | Sofia di Minsk                                         | Volodar Glebovich, principe di Minsk             |  |  |       |  |  |                              |  |  |                                  |  |
|                               |                                | Sofia di Minsk                                         | Volodar Glebovich, principe di Minsk             |  |  |       |  |  |                              |  |  |                                  |  |
|                               |                                | Sofia di Minsk                                         | Rikissa di Polonia                               |  |  |       |  |  |                              |  |  |                                  |  |
| Eric IV, re di Danimarca      |                                | Sofia di Minsk                                         |                                                  |  |  |       |  |  |                              |  |  |                                  |  |
|                               |                                | Sancho I, re del Portogallo                            | Alfonso I, re del Portogallo                     |  |  |       |  |  |                              |  |  |                                  |  |
|                               |                                | Sancho I, re del Portogallo                            | Alfonso I, re del Portogallo                     |  |  |       |  |  |                              |  |  |                                  |  |
|                               |                                | Sancho I, re del Portogallo                            | Mafalda di Savoia                                |  |  |       |  |  |                              |  |  |                                  |  |
| Berengaria del Portogallo     |                                | Sancho I, re del Portogallo                            |                                                  |  |  |       |  |  |                              |  |  |                                  |  |
|                               |                                | Dolce di Barcellona                                    | Raimondo Berengario IV, conte di Barcellona      |  |  |       |  |  |                              |  |  |                                  |  |
|                               |                                | Dolce di Barcellona                                    | Raimondo Berengario IV, conte di Barcellona      |  |  |       |  |  |                              |  |  |                                  |  |
|                               |                                | Dolce di Barcellona                                    | Petronilla, regina d'Aragona                     |  |  |       |  |  |                              |  |  |                                  |  |
| Sofia di Danimarca            |                                | Dolce di Barcellona                                    |                                                  |  |  |       |  |  |                              |  |  |                                  |  |
|                               | Bernardo III, duca di Sassonia | Alberto I, margravio di Brandeburgo e duca di Sassonia |                                                  |  |  |       |  |  |                              |  |  |                                  |  |
|                               | Bernardo III, duca di Sassonia | Alberto I, margravio di Brandeburgo e duca di Sassonia |                                                  |  |  |       |  |  |                              |  |  |                                  |  |
|                               | Bernardo III, duca di Sassonia | Sofia di Winzenburg                                    |                                                  |  |  |       |  |  |                              |  |  |                                  |  |
| Alberto I, duca di Sassonia   | Bernardo III, duca di Sassonia |                                                        |                                                  |  |  |       |  |  |                              |  |  |                                  |  |
|                               |                                | Brigitta di Danimarca                                  | Canuto V, re di Danimarca                        |  |  |       |  |  |                              |  |  |                                  |  |
|                               |                                | Brigitta di Danimarca                                  | Canuto V, re di Danimarca                        |  |  |       |  |  |                              |  |  |                                  |  |
|                               |                                | Brigitta di Danimarca                                  | Elena di Svezia                                  |  |  |       |  |  |                              |  |  |                                  |  |
| Jutta di Sassonia             |                                | Brigitta di Danimarca                                  |                                                  |  |  |       |  |  |                              |  |  |                                  |  |
|                               |                                | Leopoldo VI di Babenberg, duca d'Austria e Stiria      | Leopoldo V di Babenberg, duca d'Austria e Stiria |  |  |       |  |  |                              |  |  |                                  |  |
|                               |                                | Leopoldo VI di Babenberg, duca d'Austria e Stiria      | Leopoldo V di Babenberg, duca d'Austria e Stiria |  |  |       |  |  |                              |  |  |                                  |  |
|                               |                                | Leopoldo VI di Babenberg, duca d'Austria e Stiria      | Elena d'Ungheria                                 |  |  |       |  |  |                              |  |  |                                  |  |
| Agnese d'Austria              |                                | Leopoldo VI di Babenberg, duca d'Austria e Stiria      |                                                  |  |  |       |  |  |                              |  |  |                                  |  |
|                               |                                | Teodora Angelina                                       | Isacco Comneno Vatatzes                          |  |  |       |  |  |                              |  |  |                                  |  |
|                               |                                | Teodora Angelina                                       | Isacco Comneno Vatatzes                          |  |  |       |  |  |                              |  |  |                                  |  |
|                               |                                | Teodora Angelina                                       | Anna Angelo                                      |  |  |       |  |  |                              |  |  |                                  |  |
|                               |                                | Teodora Angelina                                       |                                                  |  |  |       |  |  |                              |  |  |                                  |  |